# 도리고야촌
도리고야촌(鳥興野村)은 니가타현 기타칸바라군에 설치되었던 촌이다.